# Adagio (espressione)
Un adagio (dal latino adagium, affine ad aio, "dico") è un breve detto, spesso di contenuto filosofico, che riporta qualche importante dato dell'esperienza o che ha guadagnato credibilità attraverso il suo lungo uso memetico.
Alcuni adagi hanno un carattere ironico o caricaturale: è il caso della famosa legge di Murphy.